# Thalatthipurus castaneus
Thalatthipurus castaneus är en mångfotingart som beskrevs av Carl Graf Attems 1932. Thalatthipurus castaneus ingår i släktet Thalatthipurus och familjen orangeridubbelfotingar. Inga underarter finns listade i Catalogue of Life.